# مريمة
مريمة، أو مريم بنت علي العطار (1467 ـ 1493) هي زوجة أبي عبد الله الصغير، آخر ملوك غرناطة المسلمين، وابنة الأمير علي العطار، الذي كان واحدًا من أبطال الصراع الأخير بين المسلمين والقشتاليين في الأندلس، وكان قائدًا لحامية مدينة لوشة حين هاجمها القشتاليون في يوليو 1482. استقرت مع زوجها ـ بصحبة ولدهما الصغير وأمه وأخته ـ ببلدة أندرش بعد أن سلم غرناطة للملكين الكاثوليكيين.
توفيت مريمة سنة 1493، أثناء استعداد أبي عبد الله للرحيل نهائيًا عن الأندلس إلى المغرب في أوائل أكتوبر من العام ذاته.